# Rodney Green (Musiker)
Rodney Green (* 17. März 1979 in Camden) ist ein amerikanischer Jazzmusiker (Schlagzeug). 

## Leben und Wirken
Green verbrachte als Kind die meiste Zeit in der Kirche, in der sein Vater als Geistlicher und Organist tätig war. Dort brachte er sich autodidaktisch das Schlagzeugspiel bei. 1995 tourte er mit Bobby Watson in Italien. Mit 17 Jahren, noch in der Highschool, trat er regelmäßig in New York auf. Nach dem Abschluss zog er nach New York, wo er mit Greg Osby, Christian McBride, Eric Reed, Joe Henderson, Benny Green, Tom Harrell und Mulgrew Miller spielte. Mit 19 Jahren wurde Green für zwei Jahre Mitglied des Trios von Diana Krall. In der Folge arbeitete er auch mit Charlie Haden (Sophisticated Ladies), Terell Stafford/Dick Oatts (Bridging the Gap), Wycliffe Gordon, Walter Blanding, Betty Carter, Abbey Lincoln, Dianne Reeves, Wynton Marsalis, Bob Kenmotsu, Aaron Diehl und Benny Green. Zu seinem Quartett, mit dem er das Album  Live at Smalls vorlegte, gehören Seamus Blake, Luis Perdomo und Joe Sanders. Tom Lord verzeichnet 85 Aufnahmen mit Green zwischen 1997 und 2020.